# Luckytown
Luckytown è un film del 2000 diretto da Paul Nicholas.

## Trama
Una ragazza il cui rapporto con il fidanzato è difficoltoso per via dello stile di vita del giovane che non desidera altro che una vita di solo divertimento è alla ricerca del padre Charlie un giocatore d'azzardo che l'aveva abbandonata.

## Riconoscimenti
James Caan è stato candidato al Video Premiere Award nella categoria miglior attore non protagonista.